# Lehramt
Das Lehramt haben Personen inne, die sich zur Lehre an öffentlichen, privaten oder kirchlichen Bildungseinrichtungen verpflichtet haben oder verpflichtet wurden.
In Deutschland wird das Lehramt von den jeweiligen Bundesländern, in der Schweiz von den Kantonen oder vom Bund erteilt. In Österreich wird das Lehramt ausschließlich auf Bundesebene vergeben. In keinem dieser Länder ist es erforderlich, zur Lehre an öffentlichen Schulen verbeamtet zu werden, sodass auch Arbeitsverträge für Arbeitnehmer im öffentlichen Dienst möglich sind. Die Verwendung des Begriffs im Zusammenhang mit Lehrkörpern allgemein hat daher vor allem historische Gründe.

## Zugang und Ausbildung
Das Lehramt selbst ist so alt wie das öffentliche Schulwesen, wurde jedoch von Personen mit höchst unterschiedlicher Qualifikation ausgeübt, bevor Wilhelm von Humboldt 1810 in Preußen Reformen im Bildungswesen durchführte und mit wissenschaftlichen Staatsexamina für Lehrer den Berufsstand der Gymnasiallehrer schuf. Diese Entwicklung griff mit der Einführung von Sekundarstufen bald auf andere Länder über. Heute absolvieren nicht nur Lehrer an Gymnasien, sondern auch Lehrer der Sekundarstufe I und der Primarstufe ein Wissenschaftliches Staatsexamen zum Abschluss ihres Studiums an einer Universität/Hochschule bzw. inzwischen auch eine Bachelor-/Masterprüfung.
Im Rahmen des Bologna-Prozesses werden in Deutschland und Österreich Abschlüsse als Lehrkraft aus anderen Staaten der Europäischen Union grundsätzlich anerkannt. Jedoch wird die Ausbildung zur Lehrkraft im Rahmen von Bachelor- und Master-Studiengängen (Bachelor bzw. Master of Education) als unzureichend angesehen.
Für das Lehramt der evangelischen oder katholischen Religionslehre ist eine kirchliche Bevollmächtigung (vocatio bzw. missio canonica) notwendig.